# すーちゃん
『すーちゃん』は、幻冬舎発行の4コマ漫画。著者は益田ミリ。続編に『結婚しなくていいですか。 すーちゃんの明日』（けっこんしなくていいですか。すーちゃんのあした）、『どうしても嫌いな人-すーちゃんの決心』（どうしてもきらいなひと-すーちゃんのけっしん）、『すーちゃんの恋』（すーちゃんのこい）が刊行されている。
2012年に本シリーズを原作として映画『すーちゃん まいちゃん さわ子さん』（すーちゃん まいちゃん さわこさん）が製作され、2013年に公開された。

## 概要
すーちゃんこと森本好子は30代半ばのやさしい独身女性。仕事一筋で、未婚で彼氏もいないことから将来のことが気にかかるし、自分を変えたいと思う。すーちゃんの親友のまいちゃん、先輩のさわ子さん、すーちゃんのいとこのあかねちゃんのライフスタイルが異なる30代の女性達の、日常から感じる不安・怒り・切なさなどの女心が描かれている。2012年3月現在で累計27万部の売り上げを記録している。

## 書誌情報
- すーちゃん
  - 単行本 2006年4月25日発売、幻冬舎、ISBN 978-4344011595
  - 文庫版 2009年8月6日発売、幻冬舎文庫、ISBN 978-4344413481
- 結婚しなくていいですか。 すーちゃんの明日
  - 単行本 2008年1月23日発売、幻冬舎、ISBN 978-4344014510
  - 文庫版 2010年8月5日発売、幻冬舎文庫、ISBN 978-4344415249
- どうしても嫌いな人 すーちゃんの決心
  - 単行本 2010年8月25日発売、幻冬舎、ISBN 978-4344018761
  - 文庫版 2013年4月発売、幻冬舎文庫、ISBN　978-4-344-42009-0
- すーちゃんの恋
  - 単行本 2012年11月9日発売、幻冬舎、ISBN 978-4344022737
  - 文庫版 2015年2月発売、幻冬舎文庫、ISBN　978-4-344-42314-5
- わたしを支えるもの：すーちゃんの人生
  - 単行本 2019年8月発売、幻冬舎、ISBN　978-4-344-03503-4
  - 文庫版 2022年8月発売、幻冬舎文庫、ISBN　978-4-344-43222-2

## 登場人物
すーちゃん
本名は森本好子。愛称のすーちゃんは「好子」からきている。職業はカフェの店員であり、後に店長に昇進。性格は、後輩の面倒見が良く姉御肌でありつつもドライ。カフェにたまに来る社員のマネージャーに片想いをしていたが、同僚の店員とできちゃった結婚をすることを知りショックを受けた。30代半ばで独身で、彼氏はいなく勿論子供もいない。お金もない。ないない尽くしで将来を悲観するが、地道にすこしずつ貯金をしていて、無理をせずのんびり生きている自分が好きだったりする。鹿児島県出身であり、故郷の母親から毎回電話で「彼氏はいるのか」と聞かれウンザリしている。ヨガ教室に通い始めた。『どうしても嫌いな人 すーちゃんの決心』では、店長になって2年目の時に正社員の向井と反りが合わず、気苦労が絶えない。上司に異動願いを頼んだが、聞き入れられず別の仕事をみつけて退職した。
まいちゃん
本名は岡村まい子。かつてのすーちゃんのバイト先の仲間で、家も近く一人暮らし。現在は一般企業で営業をしている。聡明で美人。本人もそのことをしっかり自覚していて、仕事で得をしたこともあるらしい。上司や他企業との付き合いで心身の疲労が溜っていた。不倫をしていたが、別れた後に結婚相談所で知り合った男性と結婚した。『結婚しなくていいですか。 すーちゃんの明日』では妊婦になっていて、独身時代とは違った気持ちが生じている。
さわ子さん
『結婚しなくていいですか。 すーちゃんの明日』から登場。本名は林さわ子。すーちゃんのかつてのバイト先の社員だった。年齢は40歳手前。ヨガ教室ですーちゃんと再会した。実家暮らしで、母親と寝たきりの祖母の3人家族。仕事が終わってから母に変わり祖母の介護をしていたが、現在は一人暮らし。職業は経理事務。同期は男性社員のみで女性はみんな退社した。13年間セックスをしていなくて、同じ会社の先輩女性から男性を紹介をされ、彼氏が出来た。交際は順調に進んでいたが、彼氏の親が結婚の条件に子供が産める体の証明書を希望したために、あまりの無礼から愛情が冷めていった。
あかねちゃん
『どうしても嫌いな人 すーちゃんの決心』で登場。30歳独身のすーちゃんのいとこ。サナエという結婚予定の妹がいる。OLであり、同じ部署の先輩女性に手を焼いている。つきあって2年の彼氏がいるものの、外出先の彼の横柄な言動が気になっていたりした。彼の仙台転勤が決まり、ついて来てほしいとプロポーズされたが、今の会社を辞めて条件の良い職場で働ける保障がないので、結婚は彼の仙台転勤が終わってからと延期された。
向井さん
すーちゃんの働くカフェの店員であり、カフェを経営する社長の親戚。いずれは店長にする話も上がっているらしい。『どうしても嫌いな人 すーちゃんの決心』のタイトルの「嫌いな人」は彼女のことである。カフェに来る客や、バイトの女の子達の不平不満や陰口をよく叩いている。すーちゃんの言うことが気に入らなかったり、注意されたら本音を発言したすぐ後に「なーんて冗談」と言いごまかす。店長であるすーちゃんに相談せずにシフトを変えようとしたり、バイトの子を正社員にさせようと考えたりと勝手な行動ばかりとってしまう。しかし、バイトの女の子達には結構慕われていたりする。

## 映画『すーちゃん まいちゃん さわ子さん』
2013年3月2日公開。主演は柴咲コウ、真木よう子、寺島しのぶ。

### ストーリー
3人はかつて一緒にバイトをしていた仲間で30を過ぎた今も友情が続いている。すーちゃん（柴咲コウ）は料理好きでカフェで勤務し、中田マネージャーに関心を寄せていたが、若い同僚に取られ、店長になる決心。まいちゃん（真木よう子）はOA機器会社営業部で最年長女子で不倫を止めて結婚相談所に世話になる。さわ子さん（寺島しのぶ）はWEBデザイナーで母と二人で寝たきりの祖母を介護中で、同級生と恋愛感情になるが、出産できる証明書が必要といわれキレる。それぞれに悩みを持ちながら、みんなで東京タワーの見える絶景の億ションを見に行く。
1年後、まいちゃんは妊娠中で「捨てちゃった人生もありだったんじゃないか」「さよなら、あたし」という。贈られた矢野顕子の音楽を聴きながらヘリで東京散歩。まいちゃんに子どもができて3人がいつもの顔を合せる。

### キャスト
- 森本好子（すーちゃん） - 柴咲コウ： カフェの店員。後に店長。
- 岡村（柿崎）まい子（まいちゃん） - 真木よう子： 一般企業の営業職。後に結婚、出産。
- 林さわ子（さわ子さん） - 寺島しのぶ： フリーのWebデザイナー。
- 中田誠一郎 - 井浦新： カフェのマネージャー。好子に惹かれるが美香と結婚。
- 千葉恒輔 - 染谷将太： カフェのアルバイト店員。好子に好意を寄せる。
- 木庭葉子 - 木野花： カフェのオーナー。シングルマザー。
- 林信子 - 銀粉蝶： さわ子の母親。母の介護に追われる。
- 林静江 - 風見章子： さわ子の祖母。認知症で寝たきりで、娘のことすら分からない。
- 岩井美香 - 佐藤めぐみ： 好子の同僚。結婚退職。
- 面接に来た男 - 水橋研二： カフェの仕事を見下して好子の怒りを買う。
- 前田千草 - 高部あい： まい子の職場の後輩。
- 竹田ちか - 上間美緒： カフェのアルバイト店員。
- 木庭みなみ - 吉倉あおい： 木庭葉子の娘。
- 千葉の姉 - 佐久間麻由
- 好子の母（声） - 川口圭子
- 取引先専務 - おかやまはじめ： まい子が上司とともに謝罪に訪れる。
- 吉田健路 - 矢柴俊博： さわ子の同級生。実家のそば屋を継ぐために修業中。
- わくいクリニックの皮膚科医 - 長野里美： まい子を診察。
- まい子の上司 - 菅原大吉
- 写真館の主人 - 史朗： まい子の妊婦姿を撮影。

### スタッフ
- 監督：御法川修
- 脚本：田中幸子
- 音楽：河野伸、カサリンチュ
- 原作：益田ミリ「すーちゃん」シリーズ（幻冬舎）
- エグゼクティブプロデューサー：小西真人
- プロデューサー：武田吉孝、八尾香澄
- スーパーバイジングプロデューサー：久保田修、井手口直樹
- 共同プロデューサー：木幡久美
- ラインプロデューサー：齋藤寛朗
- 撮影：小林元
- 照明：堀直之
- 録音：浦田和治
- 美術：黒瀧きみえ
- 装飾：石渡由美
- 編集：李英美
- スタイリスト：堀越絹衣、植田瑠里子
- ヘアメイク：中西樹里
- スクリプター：長坂由起子
- 助監督：佐伯竜一
- 制作担当：大谷弘
- 製作幹事：WOWOW
- 制作プロダクション：C&Iエンタテインメント
- 共同制作プロダクション：ディーライツ
- 配給：スールキートス
- 製作：「すーちゃん まいちゃん さわ子さん」製作委員会（WOWOW、ポニーキャニオン、スールキートス、讀賣テレビ放送、NTTぷらら、ソニー・ミュージックエンタテインメント、キュー・テック、朝日新聞社、C&Iエンタテインメント、Yahoo! JAPAN、幻冬舎）

### 音楽
- 主題歌：カサリンチュ「あるがままに」
- 挿入歌：矢野顕子「PRAYER」(作詞：矢野顕子、作曲：パット・メセニー)
  - 本映画のために新録。原曲はアルバム『SUPER FOLK SONG』収録。